# Княгинино (Московская область)
Княги́нино — деревня в Клинском районе Московской области России.
Относится к сельскому поселению Петровское, до муниципальной реформы 2006 года относилась к Елгозинскому сельскому округу. Население — 0 чел. (2010).

## Население
| 1852 | 1859 | 1890 | 1926 | 2002 | 2006 | 2010 |
| ---- | ---- | ---- | ---- | ---- | ---- | ---- |
| 167  | ↗177 | ↗183 | →183 | ↘1   | →1   | ↘0   |

## География
Расположена в юго-западной части района, вблизи автодороги Р107 Клин — Лотошино, примерно в 28 км к юго-западу от города Клина. В деревне одна улица — Высокая, зарегистрировано одно садовое товарищество.
Связана автобусным сообщением с районным центром. Ближайшие населённые пункты — деревни Тарасово и Нагорное. Рядом с деревней протекает небольшая река Судниковка бассейна Иваньковского водохранилища.

## Почётные жители деревни
- Корсаков Владимир Васильевич — участник Великой Отечественной войны, Герой Советского Союза. Награждён орденами Ленина, Отечественной войны I степени, медалями, иностранными орденами и медалями[13].

## Исторические сведения
В писцовой книге 1567—1569 гг. упоминается как деревня Княгинино, принадлежавшая вдове Андрея Михайловича Кутузова.
В «Списке населённых мест» 1862 года Княгинина — казённая деревня 1-го стана Клинского уезда Московской губернии по левую сторону Волоколамского тракта, в 31 версте от уездного города, при колодцах, с 29 дворами и 177 жителями (80 мужчин, 97 женщин).
По данным на 1890 год входила в состав Петровской волости Клинского уезда, число душ составляло 183 человека.
В 1913 году — 37 дворов.
По материалам Всесоюзной переписи населения 1926 года — деревня Тарховского сельсовета Петровской волости, проживало 183 жителя (69 мужчин, 114 женщин), насчитывалось 38 крестьянских хозяйств.
С 1929 года — населённый пункт в составе Клинского района Московской области.